# Batik Air
Batik Air è una compagnia aerea di linea indonesiana fondata nel 2012 che ha iniziato le operazioni di volo il 3 maggio 2013 da Giacarta a Manado e Yogyakarta.

## Storia
Batik Air venne fondata nel 2012 dalla compagnia aerea a basso costo Lion Air, con l'obiettivo di creare una divisione che operasse come compagnia aerea tradizionale, ovvero una compagnia aerea non low-cost. Batik Air ha iniziato le operazioni nel maggio 2013 utilizzando un Boeing 737-900ER noleggiato da Lion Air. I 737-900ER di Batik Air erano dotati del sistema di intrattenimento di bordo in ogni posto e il servizio comprende sia snack leggeri che pasti gratuiti, il distanziamento tra le file di sedili è di 32 pollici (81 cm) per la classe economica e 45 pollici (114 cm) per la classe business e una franchigia bagaglio gratuita di 20 kg (44 lb) per la classe economica e 30 kg (66 lb) per la business class. A metà del 2012, Lion Air ha firmato un impegno con Boeing per cinque 787 Dreamliner per Batik Air, con l'intenzione di riceverli entro il 2015 per espandersi sul lungo raggio. Lion Air ha successivamente annullato l'ordine e ha temporaneamente accantonato i piani per l'espansione a lungo raggio di Batik Air nel 2014 poché era stata temporaneamente inserita nella lista nera dell'UE.

## Flotta

### Flotta attuale

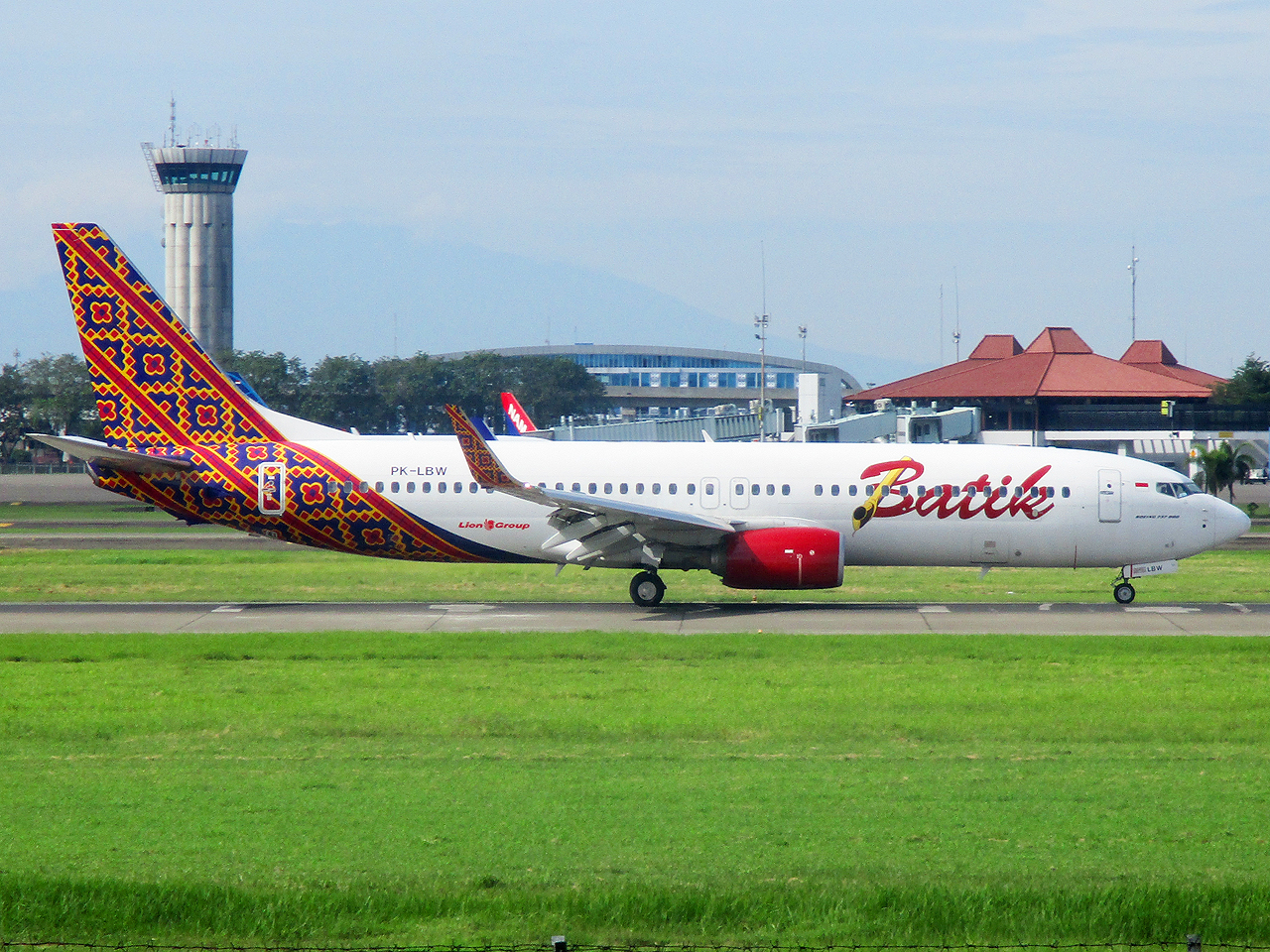
Un Boeing 737-800.

A settembre 2024 la flotta di Batik Air è così composta:

### Flotta storica

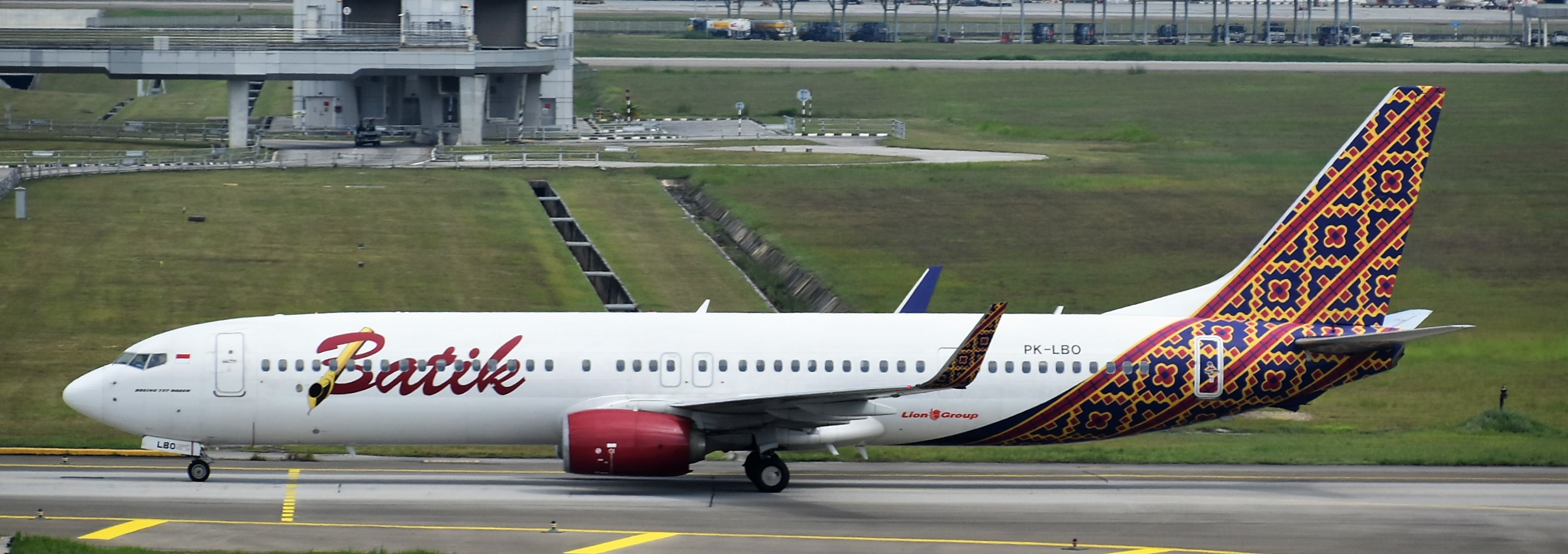
Un Boeing 737-900ER.

Batik Air operava in precedenza con i seguenti aeromobili: